# Campeonato Paraguaio de Futebol de 1991
O Campeonato Paraguaio de Futebol de 1991 foi o octogésimo primeiro torneio desta competição. Participaram doze equipes. O Club Atlético Tembetary foi rebaixado.  O campeão do torneio representaria o Paraguai na Copa Libertadores da América de 1992. A segunda vaga para o torneio internacional era dada ao vencedor do jogo entre o vice-campeão paraguaio e o campeão do Torneo República de 1991. O terceiro colocado iria para a primeira edição da Copa Conmebol (1992) .
| Equipe                    | Cidade              | Departamento     | No ano anterior                                                      | Estádio | Capacidade | Títulos                                                 | Participações |
| ------------------------- | ------------------- | ---------------- | -------------------------------------------------------------------- | ------- | ---------- | ------------------------------------------------------- | ------------- |
| Club Cerro Porteño        | Assunção            | Distrito Capital | Campeão                                                              | --      | --         | 21 (último em 1990)                                     | 75            |
| Club Guaraní              | Assunção            | Distrito Capital | Oitavo Lugar                                                         | --      | --         | 9 (1906,1907, 1921, 1923, 1949, 1964, 1967, 1969, 1984) | 80            |
| Club Olimpia              | Assunção            | Distrito Capital | Terceiro Lugar                                                       | --      | --         | 33 (último em 1989)                                     | 81            |
| Club Libertad             | Assunção            | Distrito Capital | Sexto Lugar                                                          | --      | --         | 7 (1910, 1920, 1930,1943, 1945, 1955, 1976 )            | 77            |
| Club Sportivo Luqueño     | Luque               | Central          | Quarto Lugar                                                         | --      | --         | 2 (1951,1953)                                           | 57            |
| Sol de América            | Assunção            | Distrito Capital | Décimo Lugar                                                         | --      | --         | 1 (1986)                                                | 75            |
| Club Atlético Colegiales  | Assunção            | Distrito Capital | Quinto Lugar                                                         | --      | --         | 0 (não possui)                                          | 9             |
| Club Sport Colombia       | Fernando de la Mora | Central          | Nono Lugar                                                           | --      | --         | 0 (não possui)                                          | 7             |
| Club Sportivo San Lorenzo | San Lorenzo         | Central          | Vice Campeão                                                         | --      | --         | 0 (não possui)                                          | 20            |
| Club River Plate          | Assunção            | Distrito Capital | Sétimo Lugar                                                         | --      | --         | 0 (não possui)                                          | 73            |
| Club Nacional             | Assunção            | Distrito Capital | Décimo Primeiro Lugar                                                | --      | --         | 6 (1909, 1911, 1924, 1926, 1942, 1946)                  | 78            |
| Club Cerro Corá           | Assunção            | Distrito Capital | Campeão do Campeonato Paraguaio de Futebol de 1990 - Segunda Divisão | --      | --         | 0 (não possui)                                          | 1             |

## Premiação
| Campeonato Paraguaio 1991 Primeira Divisão |
| Assunção                                   |
| ------------------------------------------ |
| Club Sol de América Campeão (2º título)    |

## Classificação para a segunda vaga a Copa Libertadores
| Equipe             | Cidade   | Departamento     | No ano anterior                                              | Estádio | Capacidade | Títulos                                                      | Participações |
| ------------------ | -------- | ---------------- | ------------------------------------------------------------ | ------- | ---------- | ------------------------------------------------------------ | ------------- |
| Club Cerro Porteño | Assunção | Distrito Capital | Campeão do Torneo República de 1991 e vice campeão paraguaio | --      | --         | 1 (classificado para a Copa Libertadores da América de 1990) | 2             |

Devido a que o mesmo clube foi campeão do Torneo República e vice paraguaio, automaticamente ganhou a vaga.
| Acesso a Segunda Vaga Copa Libertadores da América de 1992 |
| Assunção                                                   |
| ---------------------------------------------------------- |
| Club Cerro Porteño Campeão (2º título)                     |